# Reservkraftverk

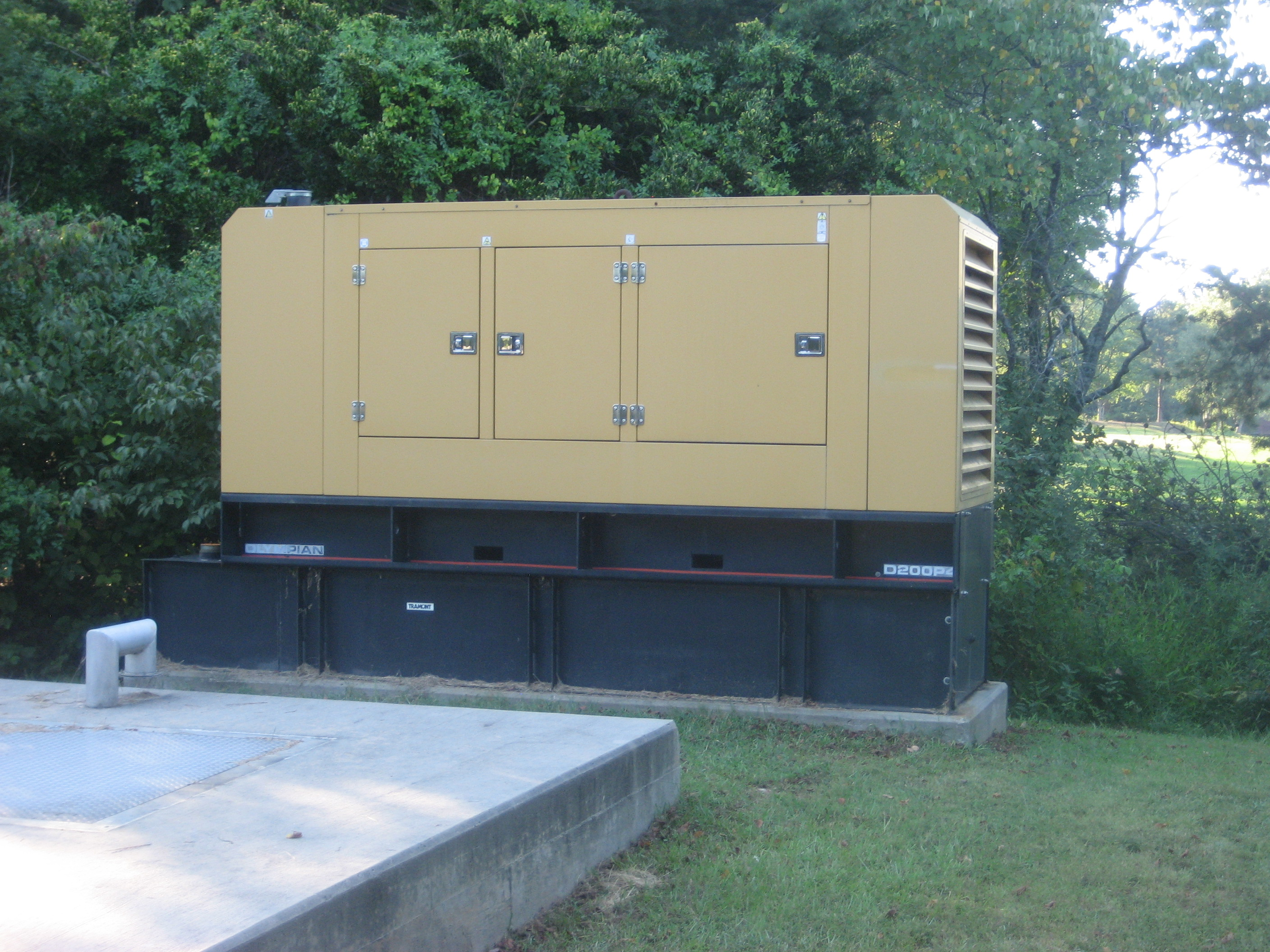
Dieseldrivet reservkraftsaggregat (200 kW, 72 dB(A) vid 7 m)

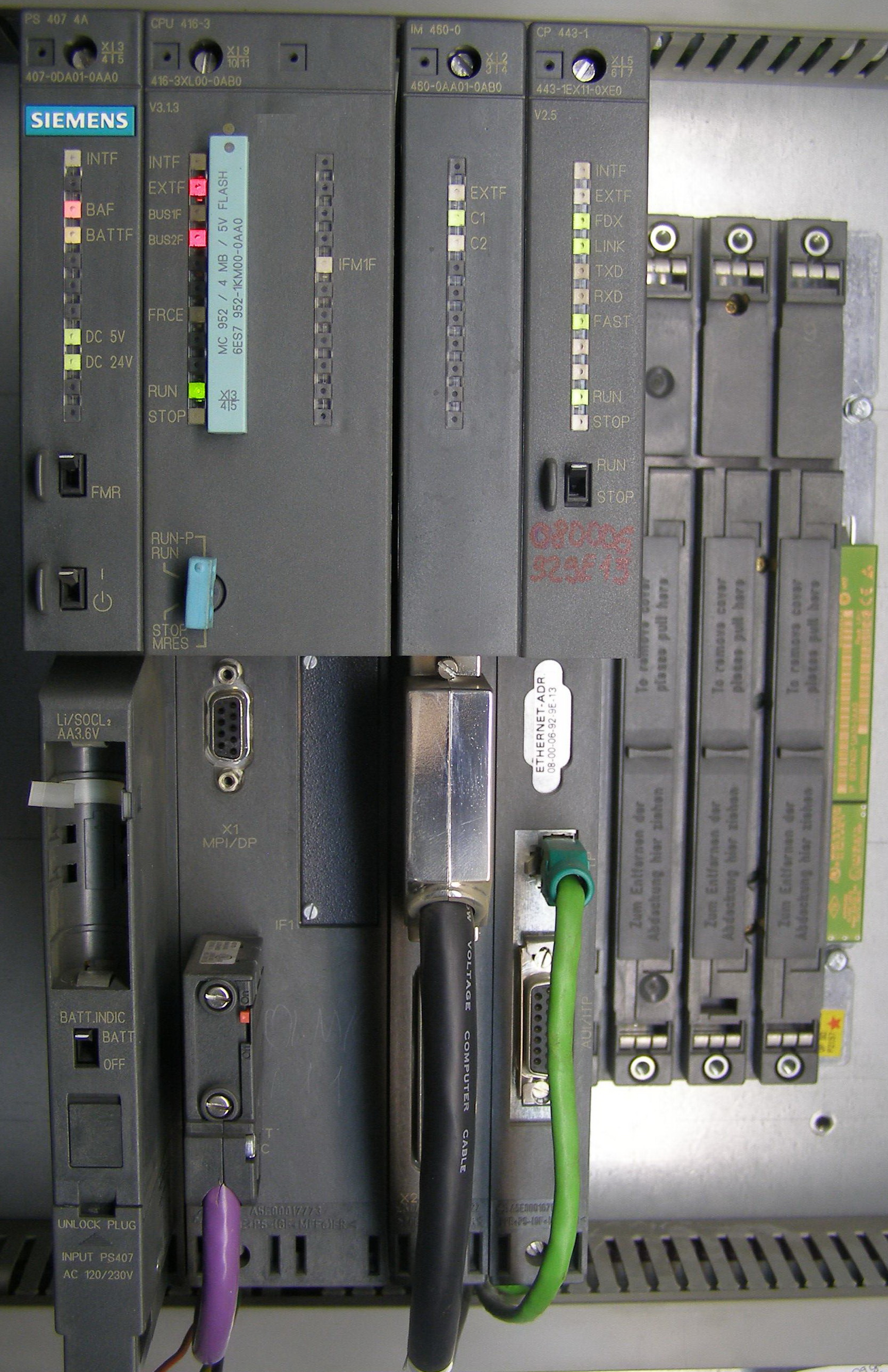
Programmerbart styrsystem (PLC) som till exempel Siemens S7 kan användas för styrning av en reservkraftsanläggning

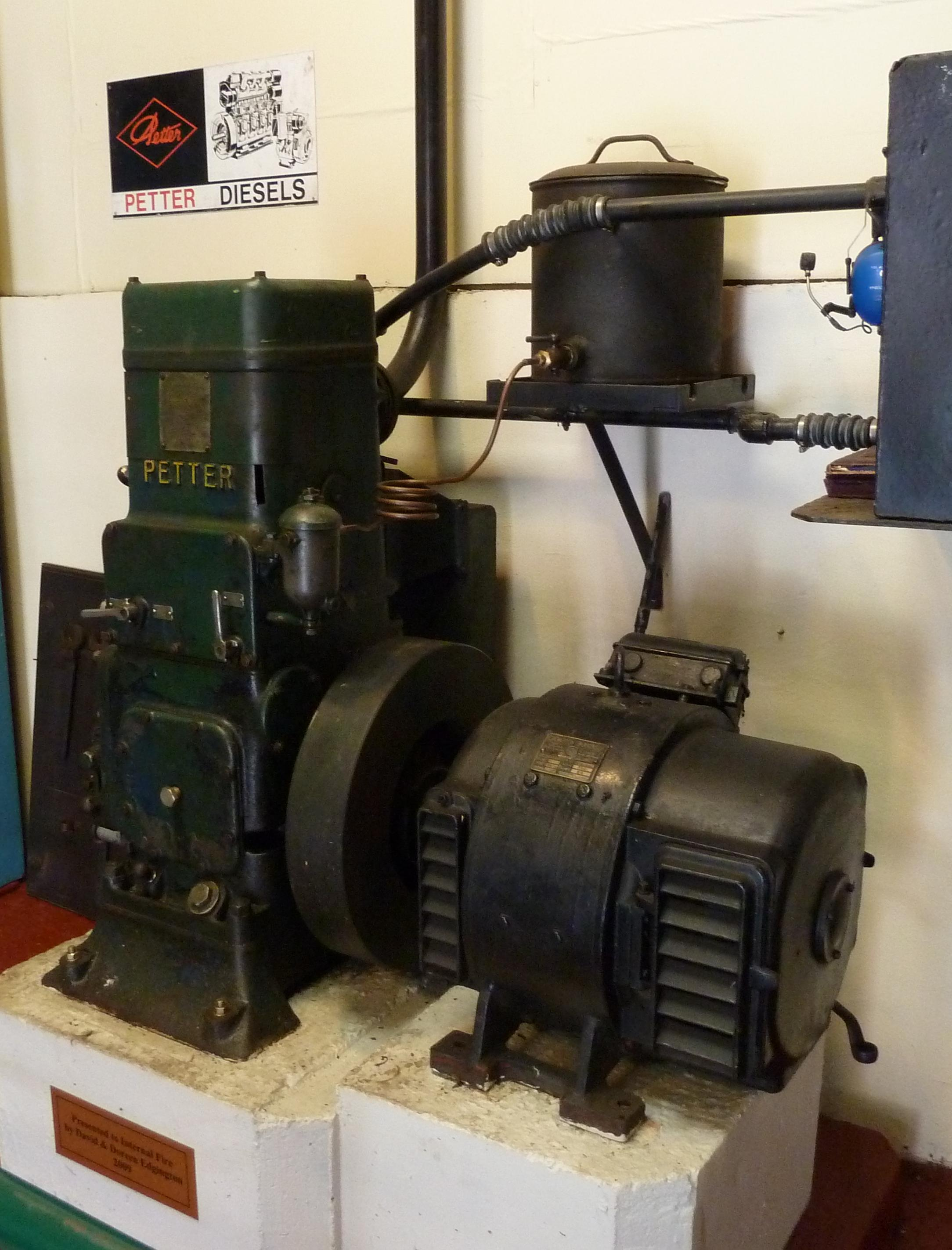
Dieseldriven generator, tvåtakt

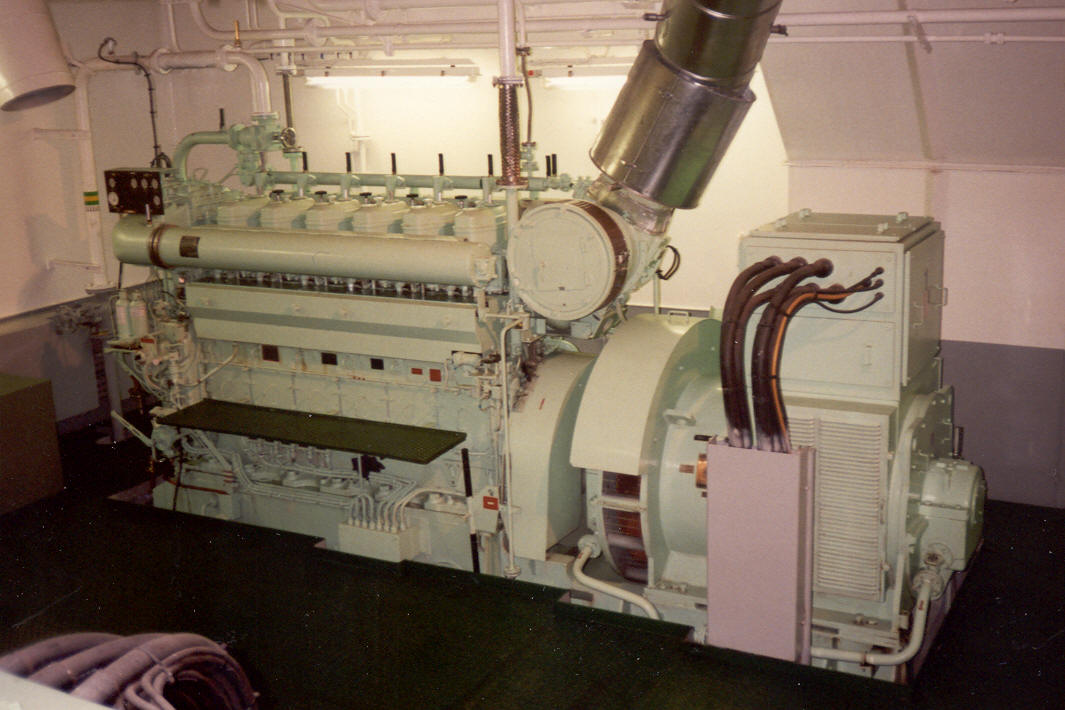
Dieseldriven generator på fartyg

Ett reservkraftverk är ett system för att skapa elektricitet oberoende av det allmänna elnätet när normal strömförsörjning faller bort. Detta är önskvärt på många ställen där man bedriver viktig verksamhet som inte får påverkas av strömavbrott, till exempel sjukhus, flygplatser, kraftverk eller datorhallar.

## Uppbyggnad

### Kraftkällan
Kraftkällan i ett reservkraftverk är någon form av motor som driver en generator. Kraftkällan utgörs oftast av en dieselmotor, men andra drivkällor förekommer, såsom gasturbiner. Fördelen med dieselmotorer är den korta uppstartstiden. Storleksmässigt kan dessa skilja sig mellan anläggningarna, alltifrån några få kW till flera MW. Startsystemen på mindre dieselaggregat är ofta elmotorer, medan större antingen har tryckluftsdrivna startmotorer eller startar genom att skapa tryck i cylindrarna med hjälp av tryckluft med högt tryck.
Bränsle kan vara diesel, bensin eller brännbar gas såsom naturgas.

### Generatorn
Generatorn är normalt en borstlös synkrongenerator för antingen 400 V eller 10 kV.

### Batterisystem
För att en reservkraftsanläggning ska kunna starta vid ett strömavbrott behöver styrsystemet ha elkraft under hela förloppet. Detta löses normalt genom att man har batteribankar som matar styrsystemen med likspänning. 

### Styrning och övervakning
Reservkraftverkets styrning kan vara antingen helt automatisk, delvis automatiserad, eller helt manuell. Normalt sker uppstart helt automatiskt vid detekterat spänningsbortfall men återgång till normal matning görs manuellt eller med en manuell till-order. 
För att en reservkraftsanläggning ska kunna leverera ström måste det som ska strömförsörjas avskiljas från det övriga elnätet, dessutom måste någon form av aktiv laststyrning finnas på större anläggningar. Normalt sett löser man detta genom att starta anläggningen med enbart de viktigaste förbrukarna inkopplade och därefter successivt lägga på mer last tills man är i full drift.
Under en skarp uppstart är det som ska försörjas spänningslöst varpå ingen fasning behövs. Däremot finns nästan alltid automatisk synkronisering inbyggd för att ge möjlighet till blinkfri övergång mellan reservkraftsmatning och elnätsförsörjning.
För att förhindra att reservkraftsanläggningen eller det den är kopplad till skadas, finns ett flertal säkerhetssystem som hela tiden övervakar anläggningen. Dessa kontrollerar allt från varvtal och smörjoljetryck på dieselmotorn till övereffektuttag och backeffekt (när generatorn blir matad med elkraft och istället övergår till att fungera som en elmotor som driver kraftkällan).

### Tester
Normalt testkörs reservkraftsanläggningar regelbundet för att hitta eventuella fel som skulle utgöra problem vid ett strömbortfall. Detta kan göras på flera sätt, men normalt görs det parallellt mot elnätet relativt ofta, och ett par "skarpa" tester per år där man simulerar spänningsbortfall.

## Hybridlösningar
I en del anläggningar är det lilla glapp som uppstår mellan spänningsbortfall och reservkraftsproduktion ett problem, även om det oftast bara rör sig om några sekunder. Detta löses ofta med UPS-matning på känslig utrustning, men kan även lösas centralt med en stor UPS som även kan signalera start av reservkraftverk. En del lösningar finns med snurrande UPS:er där ett stort svänghjul lagrar energi från elnätet via en elmotor och sedan driver en generator under utrullningen efter strömavbrottet. Lösningar med stora svänghjul som driver samma generator som dieselaggregatet förekommer på en del flygplatser.

## Användningsområden
- Sjukhus
- Datorhallar
- Flygplatser
- Myndigheter
- Kraftverk
- Känsliga industriprocesser
- Portabel energikälla

Ett reservkraftverk kan även användas på ställen där det är omöjligt eller svårt att få fram elkraft, eller där man behöver elkraft med kort varsel. Exempelvis på marknadsplatser, för att skapa elektriskt ljus vid svåra trafikolycksplatser, eller radio/TV-sändningar på tillfälliga platser.

## Reservkraft på nationell nivå
Reservkraft för det stora elnätet tillhandahålls av Svenska kraftnät i form av effektreserven. Dessa utgörs av olika kraftverk, som till exempel Stenungsunds kraftverk och Karlshamnsverket som på begäran startar elproduktion när elbrist riskerar att uppstå. Effektreserven upphandlas för varje år, dock max en total effekt på 2000 MW.
Svenska kraftnät tillhandahåller även en så kallad störningsreserv. Denna består av ett antal gasturbiner, som vid oförutsedda störningar i kraftnätet går in och stöttar nätet.